# Wilhelm Bittrich
Wilhelm Bittrich (Wernigerode, 26 februari 1894 – Wolfratshausen, 19 april 1979) was een Duitse officier en SS-Obergruppenführer (luitenant-generaal). Hij was generaal in de Waffen-SS tijdens de Tweede Wereldoorlog. Daarnaast was hij commandant van een II SS Pantserkorps tijdens de Slag om Arnhem.

## Militaire achtergrond
Bittrich meldde zich in 1914 als oorlogsvrijwilliger en begon zijn militaire carrière tijdens de Eerste Wereldoorlog bij het Jägerbataillon Nr 7. Op 15 september 1915 werd hij bevorderd tot reserve tweede luitenant. In 1916 liet hij zich overplaatsen naar de kersverse luchtmacht. Hij kreeg het IJzeren Kruis 1914 tweede klasse en eerste klasse als piloot bij de Jagdstaffel 37 en de Fliegerabteilung der Artillerie 226.
Direct na de oorlog werd hij lid van het Freikorps Hülsen. Vervolgens werkte hij enige tijd op een effectenkantoor. Op 29 december 1922 trouwde hij met Käte Blume en in het jaar daarop ging hij bij de Reichswehr. Vanaf 1925 werkte hij in het Russische Lipetzk als vlieginstructeur bij de geheime opbouw van de Luftwaffe. Nadat het luchtvaartcentrum in Rusland in 1933 door het ministerie voor Bewapening was opgeheven, trad Bittrich in 1934 toe tot de SS in de rang van SS-Untersturmführer (tweede luitenant). Hij hielp bij de opbouw van de SS-Standarte "Germania", en maakte snel carrière. Op 1 oktober 1936 werd hij tot SS-Sturmbannführer (majoor) en op 30 januari 1938 tot SS-Obersturmbannführer (luitenant-kolonel) bevorderd. In datzelfde jaar werd hij commandant van de SS-Standarte Deutschland. Op 1 juni 1939 volgde zijn tot bevordering tot SS-Standartenführer (kolonel).
Bittrich maakte de Poolse Veldtocht mee in de staf van de Leibstandarte-SS Adolf Hitler, waar hij commandant Sepp Dietrich bijstond in diens leidinggevende functie. Vervolgens werkte hij vanaf 1 februari 1940 op het SS-hoofdkwartier, om uniforme voorschriften voor de opleiding van de nu Waffen-SS genoemde SS-Verfügungstruppe op te stellen.
Op 1 september 1940 werd hij bevorderd tot SS-Gruppenführer en vanaf 1 december was hij als commandant van SS-Standarte Deutschland weer actief aan het front. Hij leidde het regiment tijdens de Duitse inval in de Sovjet-Unie (Operatie Barbarossa), tot hij in oktober 1941 de gewond geraakte Paul Hausser verving als commandant van de SS Pantserdivisie "Das Reich".
Voor zijn zelfstandig genomen besluit de verdedigingslinie bij Moskou te doorbreken, kreeg hij op 14 december 1941 het Ridderkruis van het IJzeren Kruis.
Op 1 mei 1942 werd hem opgedragen uit de SS-Cavaleriebrigade de SS-divisie Florian Geyer te formeren. Van augustus 1942 tot 15 februari 1943 was Bittrich commandant van deze brigade waarmee hij tot begin 1943 aan het centrale deel van het Oostfront vocht. Vanaf februari 1943 bouwde hij als leidinggevend officier de 9. SS-Panzer-Division Hohenstaufen op en per 1 mei 1943 werd Bittrich tot SS-Gruppenführer en Generalleutnant in de Waffen-SS bevorderd. Zijn divisie verbleef vervolgens in België en Frankrijk, en werd daar in oktober 1943 omgevormd tot pantserdivisie. Vanaf maart 1944 vocht deze divisie als onderdeel van het II SS Pantserkorps in de oorlog tegen de Sovjet-Unie in de buurt van Tarnopol, waar het Bittrich lukte om het ingesloten 1e Pantserleger te ontzetten. Daarna lukte het de divisie echter niet om de ingesloten Duitse troepen in het omsingelde Tarnopol te ontzetten.
Na de Landing in Normandië op 6 juni 1944 werd het II SS Pantserkorps met de Hohenstaufen-divisie en de Frundsberg-divisie naar Frankrijk overgebracht, waar Bittrich op 29 juni tot commanderend generaal van het legerkorps werd benoemd. Onder zijn leiding streed het pantserkorps allereerst aan het invasiefront, onder andere in de omgeving van Caen. Later doorbrak het op 20-21 augustus de omsingeling van de Zak van Falaise, waarbij zware verliezen werden geleden. Het 7e Leger en het 5e Pantserleger die daar waren ingesloten werden bevrijd. Voor zijn bij deze operatie betoonde leiderschap kreeg Bittrich op 28 augustus 1944 het Eikenloof bij zijn Ridderkruis van het IJzeren Kruis, nadat hij per 1 augustus 1944 al tot SS-Obergruppenführer en General in de Waffen-SS was bevorderd.

## Slag om Arnhem

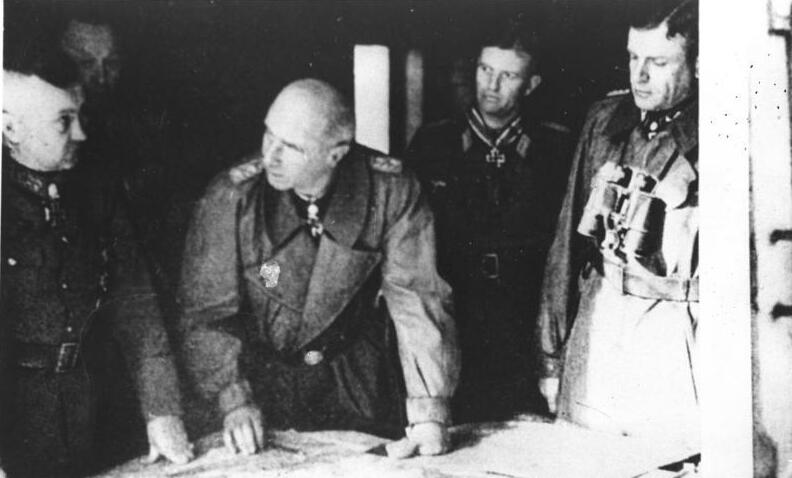
Wilhelm Bittrich bespreekt de gang van zaken tijdens de Slag om Arnhem met Walter Model en Kurt Student, Heinz Harmel, Hans-Peter Knaust, september 1944

Begin september werd het II SS Pantserkorps naar Nederland verplaatst, waar het in de buurt van Arnhem werd gelegerd om op verhaal te komen en opnieuw te worden uitgerust. Op 17 september begon in het gebied echter een geallieerde luchtlandingsoperatie, als onderdeel van operatie Market Garden. De aanwezigheid van Duitse pantsereenheden was door de Britse inlichtingenofficier majoor Brian Urquhart vastgesteld aan de hand van luchtfoto's, maar zijn waarschuwing werd door het geallieerde opperbevel genegeerd. Ook telefonische waarschuwingen door een verzetsgroep van Pieter Kruijff en Henri Knap werden door de Britten genegeerd.
Bittrich veronderstelde dat de geallieerden van plan waren het Ruhrgebied binnen te vallen. Hij meende dat de verkeersbruggen bij Nijmegen en Arnhem onontbeerlijk waren voor deze geallieerde plannen en stelde herhaaldelijk voor beide bruggen op te blazen, maar Walter Model wilde daar niets van weten.
Het lukte Bittrichs troepen de Britse 1e Luchtlandingsdivisie in te sluiten en ze zware verliezen toe te brengen. Op verzoek van de Britse divisiearts Graeme Warrack stelde hij op 24 september een wapenstilstand van twee uur in zodat tweeduizend gewonde Britten uit hun ingesloten positie konden worden vervoerd om in zijn ziekenzalen te worden verzorgd. Market Garden mislukte ten slotte totaal en de overlevende Britten trokken zich over de Rijn terug naar de Betuwe.

## Ardennenoffensief
Op 16 december 1944 nam het II SS Pantserkorps als onderdeel van het 6e Pantserleger onder Sepp Dietrich deel aan het Ardennenoffensief. Bittrich had voor deze operatie de beschikking over de 9. SS-Panzerdivision Hohenstaufen de 2. SS-Panzerdivision Das Reich en de Führer-Begleit-Brigade. Aanvankelijk boekten ze enkele geringe successen, maar vervolgens liepen de aanvalsspitsen van het korps zich meer en meer vast en leden ze zware verliezen door geallieerde luchtaanvallen.
Wegens het mislukken van het Ardennenoffensief en de aanstaande Russische offensieven in de zuidelijke sector van het Oostfront werd het 6e Pantserleger met Bittrichs korps in februari 1945 naar Hongarije overgebracht, maar het wist een doorbraak van het Rode Leger niet te verhinderen. Het II SS Pantserkorps werd vervolgens met de verdediging van Wenen belast. Nadat op 2 april 1945 de Slag om Wenen was begonnen, kreeg Bittrich op 9 april van het Oberkommando der Wehrmacht (OKW) het bevel Wenen "tot de laatste ademtocht" te verdedigen. In plaats daarvan trok Bittrich zijn troepen nog diezelfde dag uit de stad terug tot achter het Donaukanaal, om een zinloze vernietiging van de Weense binnenstad en het leegbloeden van zijn divisies te voorkomen. Aan een bevel van het OKW om Wenen te heroveren gaf hij geen gevolg. Achterhoedegevechten voerend trok Bittrich zich met zijn legerkorps naar het westen terug, tot hij op 8 mei door de Amerikanen werd gearresteerd.
Na zijn arrestatie werd hij in januari 1948 overgedragen aan de Franse militaire autoriteiten en uitgewezen naar Frankrijk. Nadat Bittrich de status van krijgsgevangene was toegekend, moest hij op 16 juni 1953 terechtstaan voor een militaire rechtbank in Marseille die hem vervolgde wegens oorlogsmisdaden op grond van de beschuldiging dat hij 17 leden van de Résistance had laten executeren in Nîmes. Tijdens het proces bleek echter dat Bittrich zo'n opdracht niet had gegeven en dat hij zelfs procedures tegen de verantwoordelijke officieren was begonnen. Als officier die het bevel voerde over de schuldigen werd hij verantwoordelijk gehouden voor het wangedrag van de onder hem vallende troepen en tot vijf jaar gevangenisstraf veroordeeld. Omdat Bittrich lang in voorarrest had gezeten werd de straf beschouwd als uitgezeten. In 1953 moest hij voor de tweede keer terechtstaan, maar het Franse hof in Bordeaux sprak hem opnieuw vrij en in 1954 werd hij vrijgelaten.
Bittrich was een van de bronnen voor Cornelius Ryan toen die onderzoek deed voor zijn boek A Bridge Too Far. Volgens Ryan waren Bittrich en zijn officieren zeer behulpzaam bij het ophelderen van tot dan toe onbekende feiten uit de slag. Daarnaast wilde Bittrich graag een detail uit zijn privéleven rechtzetten: hij werd in Britse bronnen ten onrechte omschreven als een musicus die dirigent wilde worden. Volgens Bittrich werd hij verward met zijn broer Gerhard Bittrich, een zeer getalenteerd pianist en dirigent.
Bittrich overleed op 85-jarige leeftijd.
In de film A Bridge Too Far (1977) wordt Bittrich gespeeld door Maximilian Schell.

## Militaire carrière
Bittrich bekleedde verschillende rangen in zowel de Allgemeine-SS als Waffen-SS. De volgende tabel laat zien dat de bevorderingen niet synchroon liepen.
| Datum                           | Luftstreitkräfte     | Reichsheer | Sturmabteilung | Allgemeine-SS          | Waffen-SS                       |
| ------------------------------- | -------------------- | ---------- | -------------- | ---------------------- | ------------------------------- |
| 30 juli 1914                    | Kriegsfreiwilliger   | —          | —              | —                      | —                               |
| 15 oktober 1915                 | Leutnant der Reserve | —          | —              | —                      | —                               |
| 1 januari 1932 - 1 januari 1923 | —                    | Leutnant   | —              | —                      | —                               |
| Maart 1932                      | —                    | —          | SA-Mann        | —                      | —                               |
| 1 juli 1932                     | —                    | —          | —              | SS-Anwärter            | —                               |
| 1 juli 1932 - 15 juli 1932      | —                    | —          | —              | SS-Mann                | —                               |
| 10 september 1932               | —                    | —          | —              | SS-Oberscharführer     | —                               |
| 31 oktober 1932                 | —                    | —          | —              | SS-Sturmführer         | —                               |
| 12 april 1934                   | —                    | —          | —              | SS-Obersturmführer     | —                               |
| 17 juni 1934                    | —                    | —          | —              | SS-Sturmhauptführer    | —                               |
| 1 oktober 1936                  | —                    | —          | —              | SS-Sturmbannführer     | —                               |
| 30 januari 1938                 | —                    | —          | —              | SS-Obersturmbannführer | —                               |
| 6 juni 1939 - 1 juni 1939       | —                    | —          | —              | SS-Standartenführer    | —                               |
| 1 september 1940                | —                    | —          | —              | —                      | SS-Oberführer in de Waffen-SS   |
| 19 oktober 1941                 | —                    | —          | —              | SS-Brigadeführer       | Generalmajor in de Waffen-SS    |
| 1 mei 1943                      | —                    | —          | —              | SS-Gruppenführer       | Generalleutnant in de Waffen-SS |
| 1 augustus 1944                 | —                    | —          | —              | SS-Obergruppenführer   | General in de Waffen-SS         |

## Lidmaatschapsnummers
- NSDAP-nr.: 829 700[25] (1 december 1932[7][5])
- SS-nr.: 39 177[25] (1 juli 1932[7][5])

## Decoraties
Selectie:
- Ridderkruis van het IJzeren Kruis (nr.715) op 14 december 1941 als SS-Oberführer en Commandant van het SS-Infanterie-Regiment "Deutschland"[21][27][11]
- Ridderkruis van het IJzeren Kruis met Eikenloof (nr.563) op 28 augustus 1944 als SS-Obergruppenführer en als Bevelvoerende-generaal van het II. SS-Panzerkorps[21][28][11][26][16][3]
- Ridderkruis van het IJzeren Kruis met Eikenloof en Zwaarden (nr.153) op 6 mei 1945 als SS-Obergruppenführer en als Bevelvoerende-generaal van het II. SS-Panzerkorps[21][11][16][29][30][3]
- Duits Kruis in goud op 6 maart 1943 als SS-Brigadeführer en Generalmajor in de Waffen-SS en Commandant SS-Kavallerie-Division / 9.Armee (2.Panzer-Armee)[21][23][31][26][3]
- IJzeren Kruis 1914, 1e Klasse[15][7][11][25] en 2e Klasse[3][11][7]
- Herhalingsgesp bij IJzeren Kruis 1939, 1e Klasse (7 juni 1940[3][7][21][32]) en 2e Klasse (25 september 1939[3][7][21][32])
- Militär-Flugzeugführer-Abzeichen[11][7][3]
- Vliegerinsigne van SA en SS in 1932[31][11] of 1933[3]
- Hij werd eenmaal genoemd in het Wehrmachtsbericht. Dat gebeurde op:
- 27 september 1944[21][23][11][33][3]